# Казаковский, Дмитрий Антонович
Дмитрий Антонович Казаковский (1909-1973) — советский учёный в области горной науки, доктор технических наук (1943), профессор (1943), заслуженный деятель науки и техники РСФСР (1971). Член КПСС с 1941.  Разработал методы подсчета запасов полезных ископаемых, определения сдвижения горных пород и поверхности под влиянием горных работ; обосновал применение звуколокации в маркшейдерском деле.

## Биография
В 1931 году поступил и в 1935 году окончил с отличием Ленинградский горный институт. По окончании института он оставлен в аспирантуре при кафедре маркшейдерского дела. В 1938 году Д. А. Казаковский успешно защитил кандидатскую, а в 1948 году ему присудили ученую степень доктора технических наук. Д. А. Казаковский 28 лет заведовал кафедрой маркшейдерского дела Ленинградского горного института. В разное время он работал также начальником учебной части, деканом факультета, директором института. 
С 1945 по 1953 годы по совместительству работал научным руководителем отдела сдвижения ВНИМИ. 
В 1953 – 1958 гг. был директором Горного института.
Был членом Научно-технического совета Госкомитета по топливной промышленности СССР, Госкомитета по науке и технике СССР, Госгортехнадзора СССР, Межведомственной координационной комиссии по вопросам сдвижения горных пород.
Д.А. Казаковский – автор (соавтор) более 80 научных публикаций. Разработал специальную методику геометризации недр. Под его руководством создано более десяти звуколокационных приборов для условий, при которых традиционные маркшейдерские методы съемок малоэффективны или не применимы.

## Труды
Основной источник
- Маркшейдерское дело и геометризация недр: Допущ. М-вом высш. образования СССР в качестве учебника для горных ин-тов. - Москва ; Ленинград : изд-во и тип. № 3 Углетехиздата, 1948.
- Сдвижение земной поверхности под влиянием горных разработок/ Д. А. Казаковский, проф. д-р техн. наук. - Москва ; Харьков : Углетехиздат, 1953.
- Оценка точности результатов в связи с геометризацией и подсчетом запасов месторождений / проф. Д. А. Казаковский. Всесоюз. науч.-исслед. маркшейдерский ин-т "ВНИИМИ". - Москва : изд. и тип. Углетехиздата Западугля, 1948.